# Собор Святого Георгия (Нови-Сад)
Собор Святого Георгия (серб. Саборни храм Светог великомученика Георгија) — кафедральный собор Бачской епархии Сербской Православной церкви. Расположен в столице Воеводины Нови-Саде. Среди жителей города собор известен просто как Соборная церковь (серб. Саборна црква, Saborna crkva). Рядом с собором расположена резиденция епископа.
Впервые о церкви в этом месте Нови-Сада упоминается в 1720 году, здание собора было построено в 1734 году, но практически полностью разрушено во время революции 1848—1849 гг.
Современный собор построен в 1860—1905 гг. Внутри расположен иконостас с 33 иконами, некоторые написаны сербским художником Пайей Йовановичем.
В соборе также находится древний крест из розового мрамора.

## Галерея

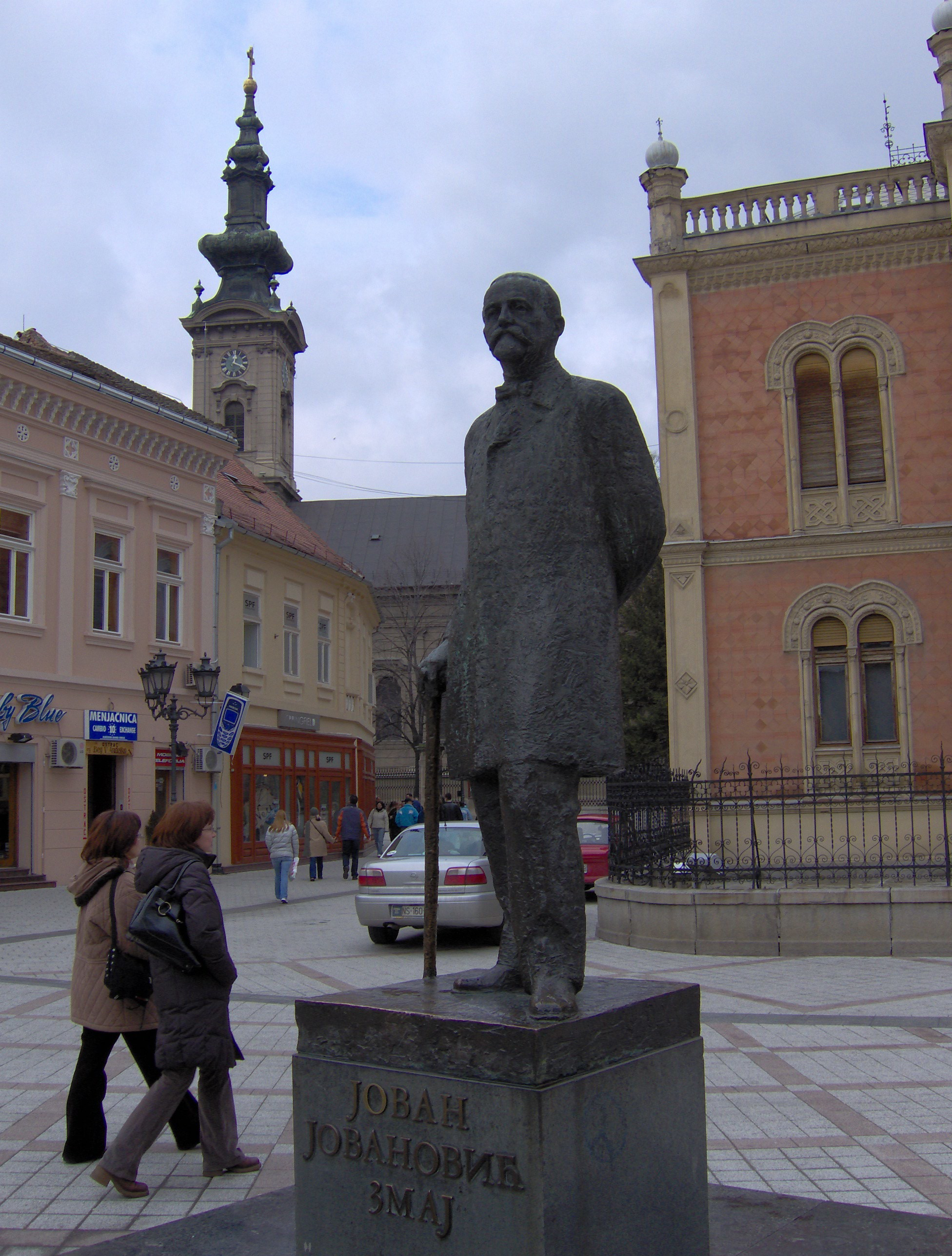
Памятник сербскому поэту Йовану Змаю
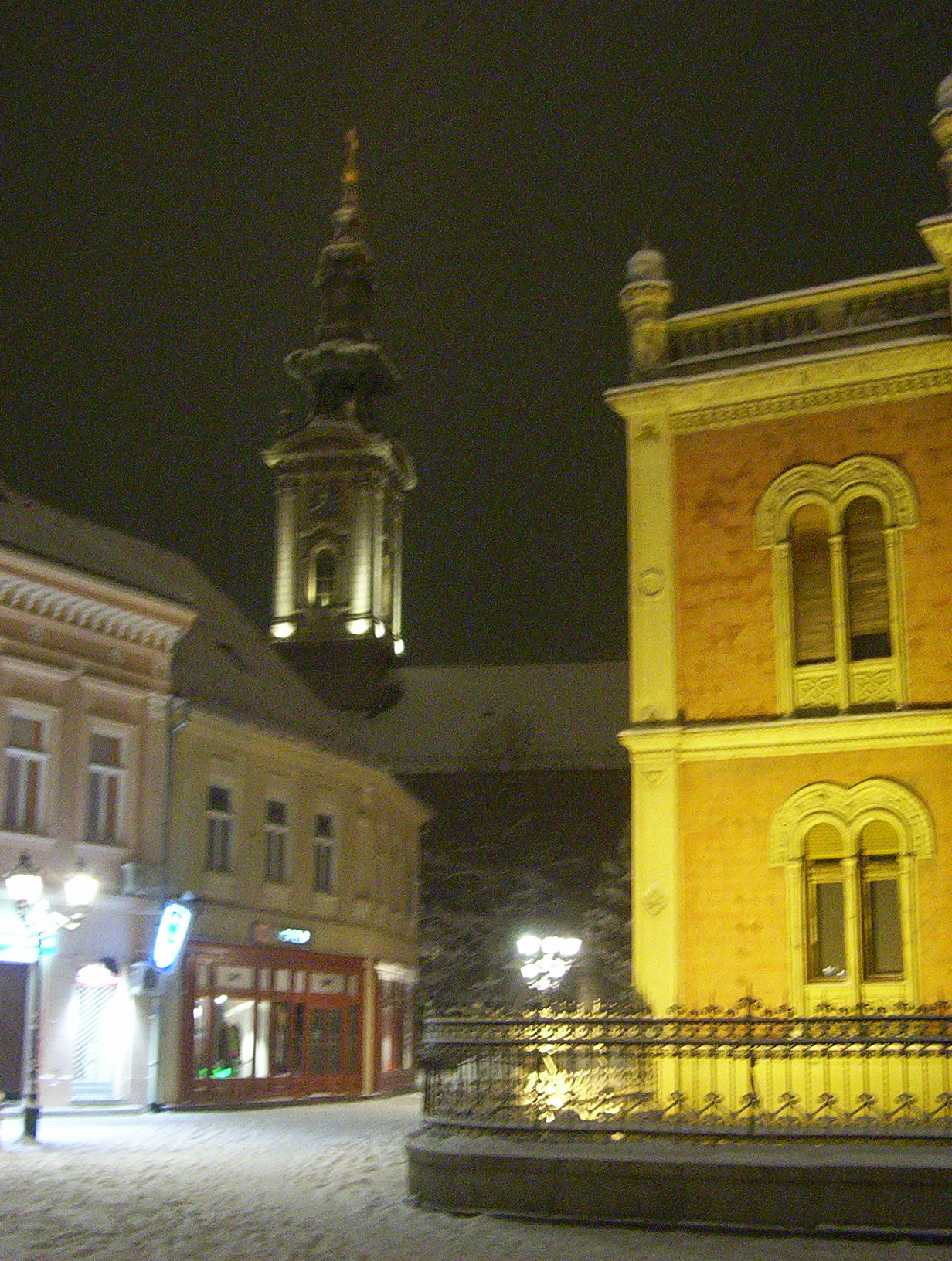
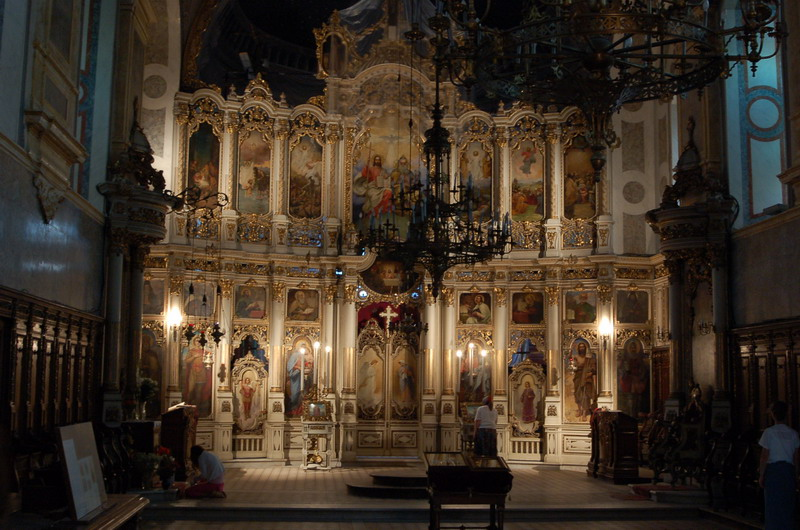
Иконостас собора